# Dericorys vitrea
Dericorys vitrea är en insektsart som beskrevs av Bei-bienko 1958. Dericorys vitrea ingår i släktet Dericorys och familjen Dericorythidae. Inga underarter finns listade i Catalogue of Life.